# Мунисуврата

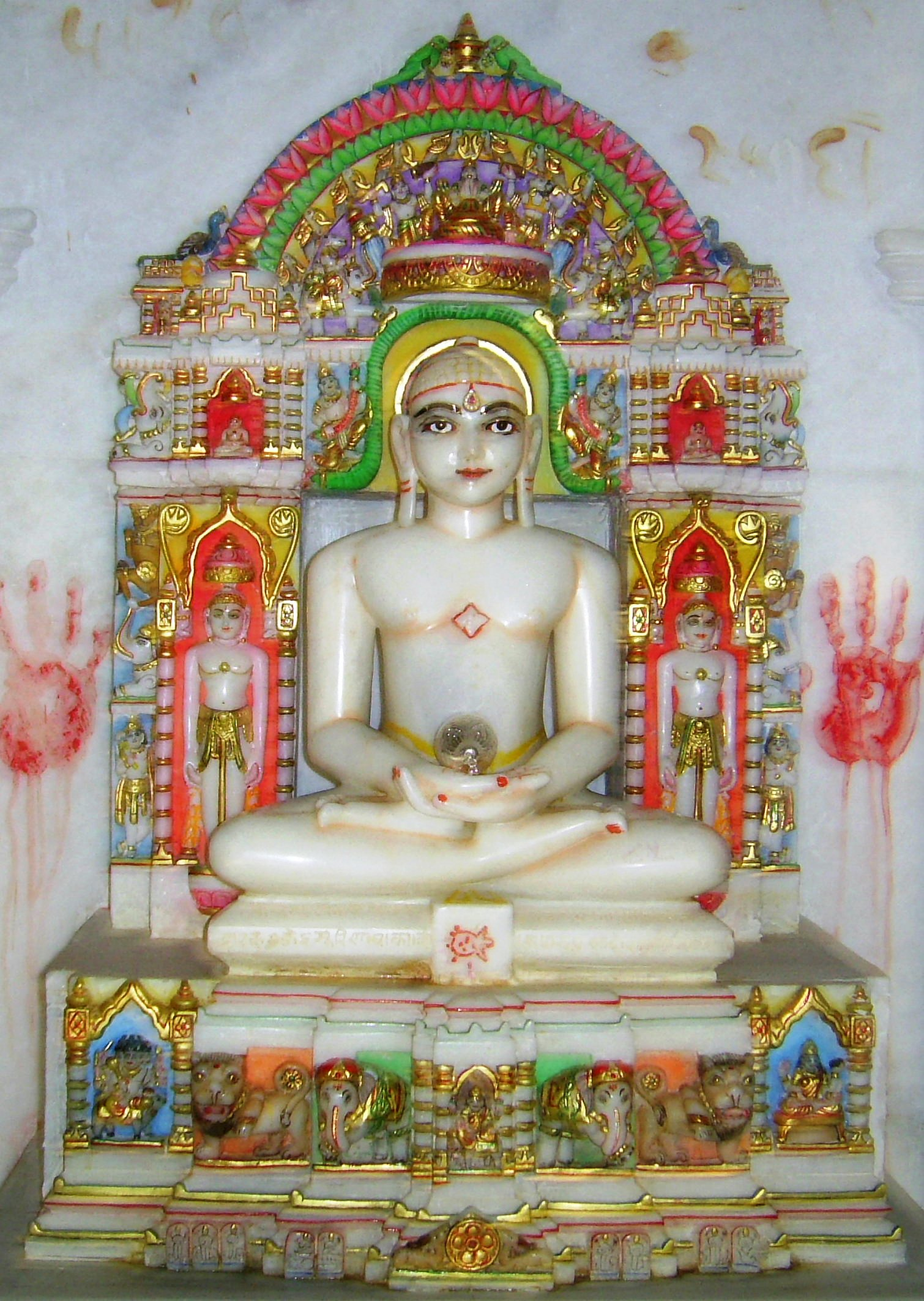
Статуя Мунисувраты в деревне Сантху, округ Джалор, штат Раджастхан

Мунисуврата (санскр. मुनिसुव्रत) в джайнской традиции — 20-й тиртханкара. Согласно джайнскому учению, он стал сиддхой, полностью сбросив с себя карму. Отец — царь по имени Сумитра; мать — царица Падмавати. Мунисуврата родился в древнем городе Митхила, на 15 день первой половины индийского месяца шравана.
В своё время Мунисуврата женился и вступил на трон, а после долгого и счастливого правления, на восьмой день тёмной половины месяца пхальгуна он стал аскетом. Он бродил по миру как обычный аскет и через 11 месяцев достиг всеведения. После долгой жизни, посвящённой распространению истинной религии, Мунисуврата достиг мокши на девятый день тёмной половины месяца джьештха.